# Efraim de Kiev
Efraim (em russo:  Ефрем; séc. XI - morreu provavelmente em 1061 ou início de 1062) foi metropolita de Kiev de 1054 ou 1055 a 1065.
Poucas informações foram preservadas sobre o metropolita Efraim. Sabe-se que ele era grego de origem.
Ele foi metropolita de Kiev de 1054/1055 a aproximadamente 1065 e, ao mesmo tempo, era membro do Senado Imperial de Bizâncio com alta posição na corte de protoproedro (em grego, πρωτοπροεδρος) (provavelmente protoproedro de protossinélulas, em grego, πρωτοπρόεδρος τῶν πρωτοσυϒκέλλων, protoproedros ton protosynkellon), como pode ser visto na inscrição no selo de chumbo que pertencia a ele.
Em 4 de novembro de um ano desconhecido, Efraim consagrou novamente a Catedral de Santa Sofia em Kiev.